# デュナ
デュナ（DJUNA、듀나）は韓国のSF作家。本名や性別、年齢、経歴などは不明。短篇集などではイ・ヨンス（이영수）という名前を使うこともある。

## 人物・来歴
デュナの正体に関しては、1人の女性だという説や、3人の共同創作集団のペンネームだという説などさまざまな推測がなされている。たびたび「私たち」という代名詞で自身を指すことから、2人以上の創作集団だろうという推測も可能である。実際にいくつかの文は、「デュナとパプリカ」という名前で書かれていて、直接運営しているWebサイトの掲示板でも「私たち」という代名詞を使用する場合がある。各種の文や小説、掲示板などを通して本人が漏らした情報を元に広く認められている仮説は、3人の中の中心人物は1968年から1972年の間に生まれた女性だというものだ。
SF小説家として3冊の短編集を発表する一方で、映画評論家としても活動中である。1990年代序盤にパソコン通信サービス・ハイテル（HiTEL）でSF短編と映画評を関連する同好会に載せて活動を開始したのち、映画専門誌・シネ21（Cine21）、エンキノ（nkino・月刊映画評論誌キノのWebサイト）など多様な媒体に寄稿する一方、2003年～2004年には「チョン・ウニムの映画音楽室」にもコラムニストとして参加した（顔を見せないという原則のため、直接出演する代わりに、送った原稿を司会者のチョン・ウニムが読むという形式で進められた）。

## 作品リスト
単行本
- 『나비전쟁』（蝶戦争）1997年、ISBN 8986847043 - 23編の中短編が収録された小説集。
- 『면세구역』（免税区域）2000年、ISBN 891101821X
  - 면세구역（免税区域）
  - 스핑크스 아래서 （スフィンクスの下で）
  - 나비전쟁（蝶戦争）
  - 사라지는 사람들（消える人々）
  - 낡은 꿈의 잔해들（古い夢の残骸たち）
  - 오발행동（暴発行動）
  - 타인의 눈（他人の目）
  - 펜타곤（ペンタゴン）
  - 기녀기담 （妓女奇談）
  - 집행자（執行者）
  - 그 크고 검은 눈 （その大きくて黒い目）
  - 비잔티움（ビザンチウム）
  - 로렐라이 （ローレライ）
  - 숲의 제단（森の祭壇）
  - 아이들은 모두 떠난다 （子供たちは皆去る）
- 『태평양 횡단 특급』（太平洋横断特急）2002年、ISBN 8932013608
  - 태평양 횡단 특급（太平洋横断特急）
  - 히즈 올 댓
  - 대리 살인자
  - 첼로
  - 기생
  - 무궁동 - 『나비전쟁』（蝶戦争）の短編の再録
  - 스퀘어 댄스 - 『나비전쟁』（蝶戦争）の短編の再録
  - 허깨비 사냥 - 『나비전쟁』（蝶戦争）の短編の再録
  - 꼭두각시들
  - 끈
  - 얼어붙은 삶
  - 미치광이 하늘
- 『대리전』（代理戦）2006年、ISBN 8958641754 - キム・スジンの挿絵が入った中短編集。  
  - 대리전（代理戦）
  - 토끼굴
  - 어른들이 왔다
  - 술래잡기
- 『용의 이』（龍の牙）2007年、ISBN 8991931324
- 『브로콜리 평원의 혈투』（ブロッコリー平原の血闘）2011年、ISBN 8957075356
- 『제저벨』2012年、ISBN 8957076379
- 『면세구역 개정판』（免税区域 改訂版）2013年
- 『아직은 신이 아니야』（まだ神ではない）2013年、ISBN 8936456539

短編
- 「어른들이 왔다」- 2004年 9月, HAPPY SF vol.1
- 「겨울너머로 건너가다」- 2005年 8月, 글틴
- 「대리전」- 2005年 10月, 크로스로드 vol.1
- 「천국의 왕」（天国の王）- 2006年 8月, 파우스트 vol.2　-　日本の文芸誌『ファウスト』の韓国版である『파우스트』に掲載されたSF短編。
- 「너네 아빠 어딨니?」- 2007年 5月, 판타스틱 vol.1(2007年 5月号)
- 「미래관리부」（未来管理部）- 2007年 6月, 파우스트 vol.4　-　日本の文芸誌『ファウスト』の韓国版である『파우스트』に掲載されたSF短編。
- 「여우골」- 2007年 8月, 판타스틱 Vol.4